# Hendrik Huisman

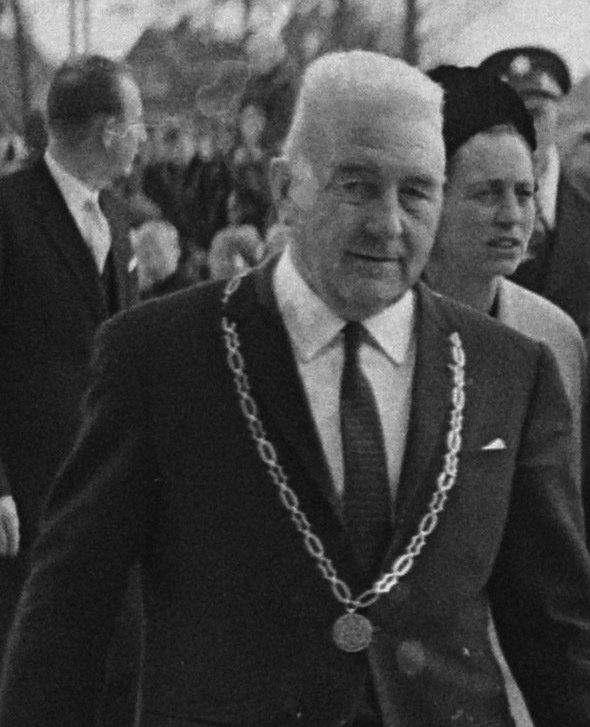
Burgemeester H. Huisman (1967)

Hendrik Huisman (Bolsward, 6 november 1903 – Heerenveen, 17 november 1984) was een Nederlands politicus van de PvdA.
Hij werd geboren als zoon van Johannes Huisman (1878-1940, grossiersknecht) en Sybrig Leeverink (1876-1943). Hendrik Huisman begon als derde ambtenaar bij de gemeentesecretarie van Bolsward en promoveerde daar tot waarnemend gemeentesecretaris. In 1937 werd hij de waarnemend gemeentesecretaris van Heerenveen en vanaf 1940 was hij naast zijn werk zeven jaar voorzitter van de voetbalclub VV Heerenveen. In mei 1942 volgde hij D. Huizinga op als gemeentesecretaris van Heerenveen. Huisman werd in februari 1947 de burgemeester van Weststellingwerf en vanaf 1963 tot zijn pensionering eind 1968 was hij de burgemeester van Heerenveen. Hij overleed in 1984 op 81-jarige leeftijd.